# Arrondissement d'Arlon
Arrondissement d'Arlon är ett arrondissement i Belgien.   Det ligger i provinsen Luxemburg och regionen Vallonien, i den sydöstra delen av landet, 170 kilometer sydost om huvudstaden Bryssel. Antalet invånare är 59 821. Arean är 317 kvadratkilometer. Arrondissement d'Arlon gränsar till Arrondissement de Neufchâteau, Arrondissement de Bastogne, Virton, Kanton Mont-Saint-Martin, Capellen, Canton de Redange och Esch-sur-Alzette. 
Terrängen i Arrondissement d'Arlon är platt åt sydost, men åt nordväst är den kuperad.
Arrondissement d'Arlon delas in i:
- Arlon
- Attert
- Aubange
- Martelange
- Messancy

Omgivningarna runt Arrondissement d'Arlon är en mosaik av jordbruksmark och naturlig växtlighet. Runt Arrondissement d'Arlon är det ganska tätbefolkat, med 185 invånare per kvadratkilometer.